# Hybanthus vernonii
Hybanthus vernonii (F.Muell.) F.Muell. – gatunek roślin z rodziny fiołkowatych (Violaceae). Występuje naturalnie w Australii – w stanach Nowa Południowa Walia i Wiktoria. 

## Morfologia
PokrójBylina dorastająca do 1 m wysokości.
LiścieBlaszka liściowa ma równowąski lub lancetowaty kształt. Mierzy 0,5–4,5 cm długości oraz 5,5–7,5 cm szerokości, jest piłkowana na brzegu, ma stłumioną nasadę i spiczasty wierzchołek. Przylistki są równowąskie i osiągają 1 mm długości. Ogonek liściowy jest nagii.
KwiatyPojedyncze, wyrastające z kątów pędów. Mają działki kielicha o owalnym kształcie i dorastające do 2–5 mm długości. Płatki są od owalnych do podługowatych, mają białą barwę oraz 2–9 mm długości.
OwoceTorebki mierzące 6-8 mm długości, o jajowatym kształcie.

## Biologia i ekologia
Rośnie w lasach i zaroślach. 